# Kastanjelijster
De kastanjelijster (Turdus rubrocanus) is een zangvogel uit de familie lijsters (Turdidae).

## Verspreiding en leefgebied
Deze soort telt 2 ondersoorten:
- T. r. rubrocanus: oostelijk Afghanistan, de noordwestelijke Himalaya en zuidelijk Tibet.
- T. r. gouldii: van oostelijk Tibet tot centraal en zuidwestelijk China.